# Медицинская пиявка
Медици́нская пия́вка  – это общее название для нескольких видов кровососущих пиявок применяемых в лечебных целях. На сегодняшний день известно, как минимум 6 видов пиявок семейства Hirudinidae рода Hirudo применяемых в медицине. Это - Hirudo medicinalis Linnaeus, 1758, Hirudo verbana Cerena, 1820, Hirudo orientalis Utevsky & Trontelj, 2005, Hirudo nipponia, Hirudo troctina Johnson, 1816 и Hirudo sulukii Shain, 2016. Имеются данные об использовании в медицинских целях в странах восточной и юго-восточной Азии Poecilobdella manillensis (Lesson, 1842) семейства Hirudinidae рода Poecilobdella и Whitmania pigra (Whitman, 1884), семейства Haemopidae рода Whitmania. Паразит, питающийся кровью человека и животных, полезные свойства которого известны людям с древнейших времён.
В диком виде медицинская пиявка встречается в Европе практически повсеместно, хотя её численность во многих регионах многократно сократилась из-за промышленного вылова в прошлом, осушения болот и загрязнения воды.
Медицинская пиявка имеет округлое, сплющенное в спинно-брюшном направлении тело с двумя присосками на заднем и переднем концах, в центре передней присоски расположено ротовое отверстие. Животное подстерегает жертву, находясь в воде, прикрепившись к подводным растениям или корягам. За одно кормление голодная пиявка массой 1,5—2 г способна высосать до 15 мл крови за один раз, увеличиваясь при этом в 7—9 раз по массе.
Высосанная кровь сохраняется в желудке в жидком состоянии месяцами, не сворачиваясь, а жить от кормления до кормления пиявка может до двух лет. Переваривать поглощённую кровь и сохранять её в жидком виде пиявке помогают находящиеся в её кишечнике бактерии-симбионты Aeromonas hydrophila. Они же помогают ей справиться с чужеродными бактериями, которые могут попасть в желудок вместе с кровью больного животного.
В российской медицине пиявки используются в живом виде при лечении многих заболеваний: варикоза, геморроя, ран, трофических язв и др., в Европе и США — в основном в микро- и пластической хирургии для снятия венозного застоя в пересаженных тканях. Используются также экстракты медицинской пиявки и препараты на их основе, экстракт слюнных желёз медицинской пиявки. В последние годы созданы рекомбинантные препараты белков пиявки (гирудин, гирудостазин, бделластазин и др.) и даже предприняты попытки сконструировать искусственную пиявку.

## Этимология
Русское слово «пиявка» восходит к праслав. *pьjavka (ср. чеш. pijavka, пол. pijawka), образованному от глагола *pьjati, глагола многократного вида от *piti «пить». При этом в русском ожидалась бы форма *пьявка (ср. укр. п᾽я́вка), и в данном случае объясняют вторичным сближением с глаголом «пить» по народной этимологии.
В латинском hirūdō обнаруживают тот же суффикс, что и в testūdō «черепаха», однако этимологизация корня вызывает сложности. В качестве возможных родственников называют hīra «тонкая кишка» и haruspex «гаруспик».

## Сходные виды
В Латинской Америке с лечебными целями используется другой вид пиявок — Hirudinaria manillensis, в Северной Америке — Macrobdella decora.
Зачастую медицинскую пиявку путают с другими внешне схожими видами.
- Конская (нильская) пиявка (Limnatis nilotica) — паразит домашних животных, встречается в странах с тёплым климатом. Часто поражает домашний скот, может заползать в полости тела, трахею, бронхи, мочевые пути. Имеет челюсти небольшого размера, не способные прокусить кожу, из-за чего предпочитает присасываться к слизистым оболочкам. Именно этот вид пиявок чаще всего вызывает гирудиноз[11][12].
- Большая ложноконская пиявка (Haemopis sanguisuga) — имеет слишком слабые челюсти, чтобы прокусить кожу человека. По форме и размерам напоминает медицинскую пиявку, но отличается почти чёрной окраской тела и серо-зелёным брюшком. Хищник, который питается земляными червями и личинками насекомых[13].

## Распространение и среда обитания

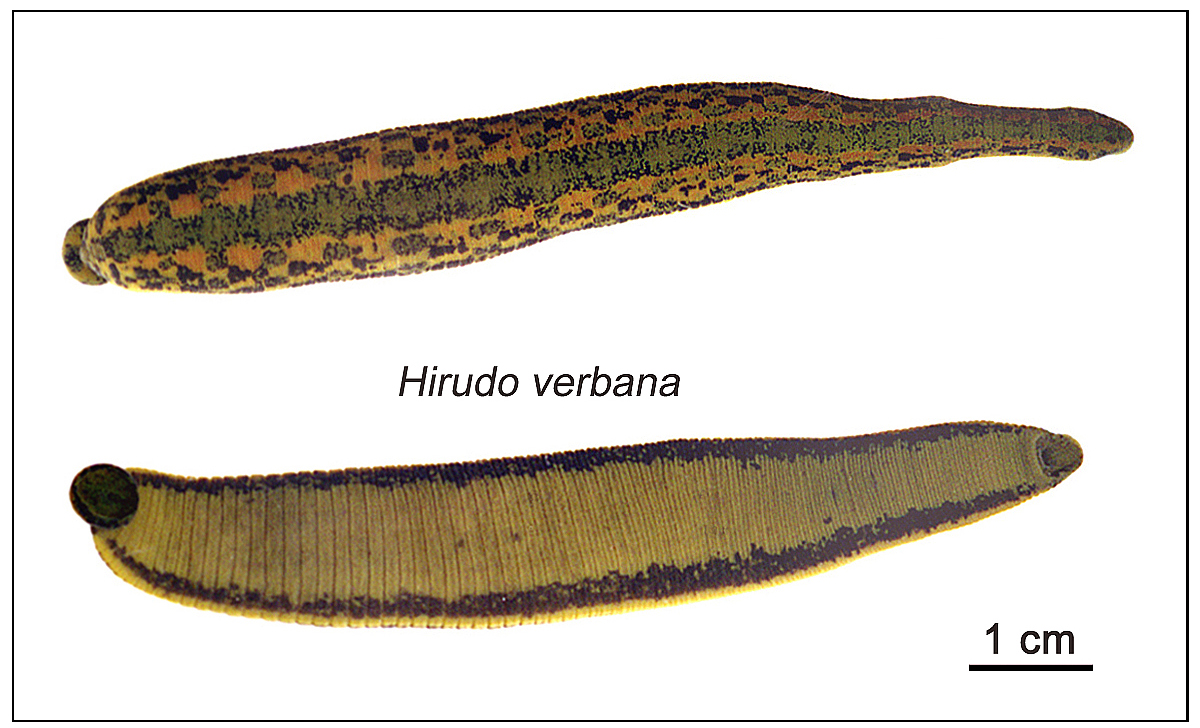
Родственный вид Hirudo verbana

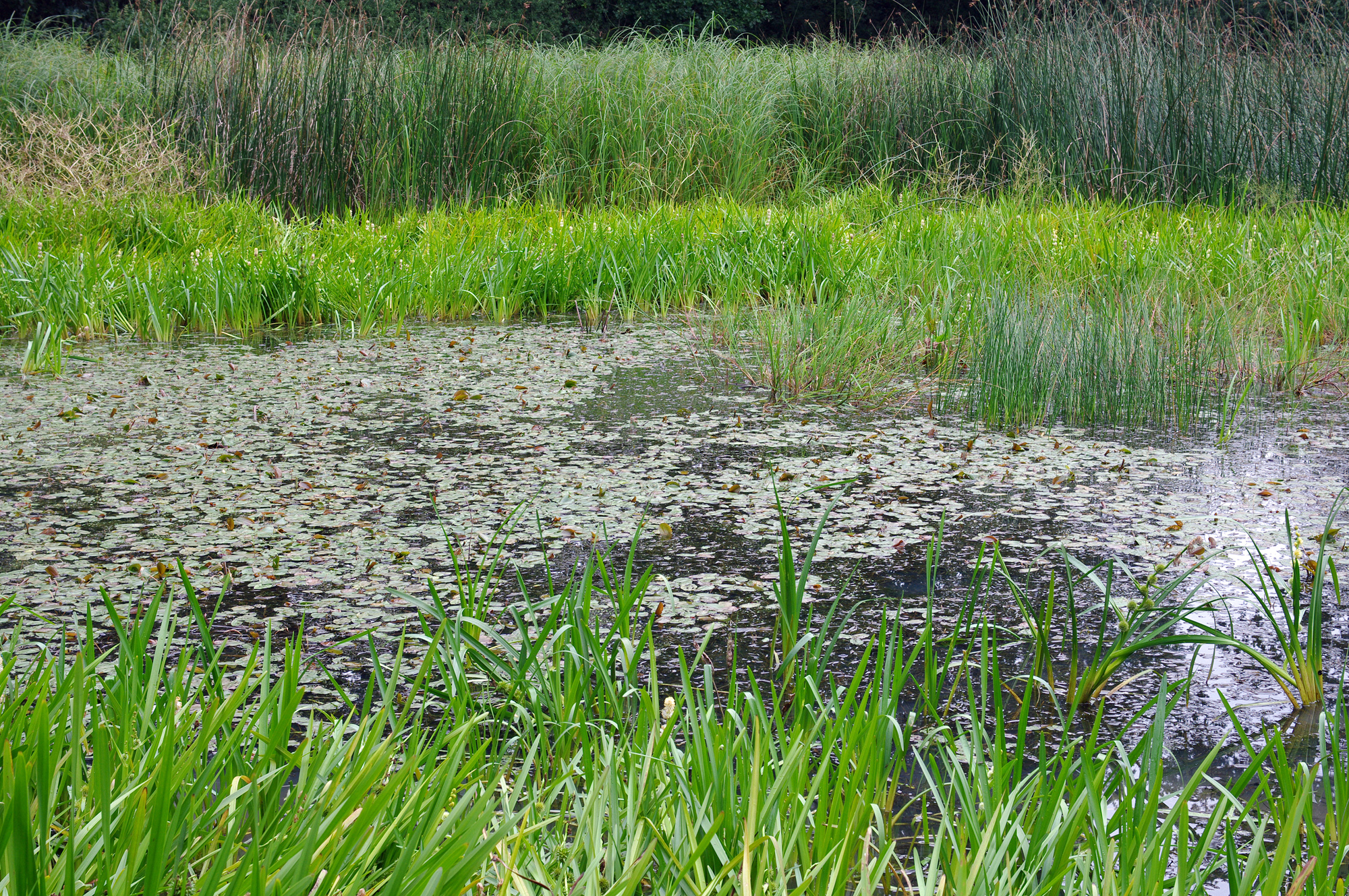
Типичные биотопы медицинской пиявки: пруды и озёра…

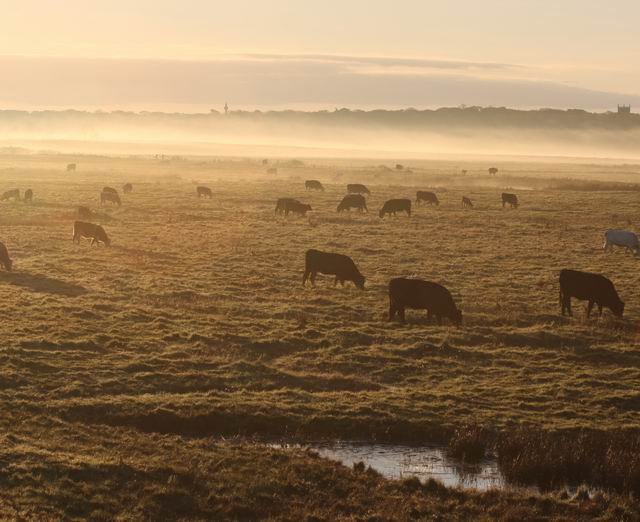
…заболоченные пастбищные луга

### Ареал
Медицинские пиявки распространены по всей Европе до Урала на востоке, до стран Скандинавии на севере и до Закавказья, Азербайджана и Алжира на юге.
Считается, что в пределах общего ареала H. medicinalis у каждой внутривидовой формы существуют свои регионы обитания, не пересекающиеся с другими формами. Так, лечебная форма считается наиболее северной, восточная — наиболее южной, она распространена в Закавказье, Азербайджане. Аптечная форма имеет промежуточный ареал: в России встречается в Краснодарском, Ставропольском краях и Ростовской области. Однако, по другим данным, пиявка, представленная в Краснодарском крае, является на самом деле H. verbana.

### Среда обитания
Медицинские пиявки способны жить как в воде, так и на суше, иногда они преодолевают значительные расстояния для перемещения в другой водоём. Населяют только пресноводные водоёмы. Типичный для пиявок биотоп — озеро или пруд с чистой водой, илистым дном, зарослями камыша по берегам и изобилием лягушек хотя бы некоторое время в году.

### Природоохранный статус
По данным МСОП, по состоянию на 1996 год медицинская пиявка близка к уязвимому положению. Эти пиявки редки на всём протяжении своего ареала в Европе, во многих бывших обычными регионах обитания ныне исчезли. Предполагается, что основная причина снижения численности популяций медицинской пиявки в прошлом — интенсивная их добыча с медицинскими целями. Однако в конце XIX века вылов диких пиявок резко сократился практически до нуля в связи с отходом от методики кровопусканий в медицине. В наши дни по большей части используются не дикие, а искусственно выращенные на биофабриках пиявки, но значительного восстановления популяции не происходит.
Другими вероятными факторами, влияющими на численность животных, считаются: снижение плотности популяции лягушек, служащих источником питания для молодых, только что вылупившихся пиявок (в первые два кормления они не способны питаться на более крупных животных), а также повсеместное осушение и загрязнение пастбищных заболоченных лугов — основных мест обитания и кормления дикой медицинской пиявки в Европе.

## Строение

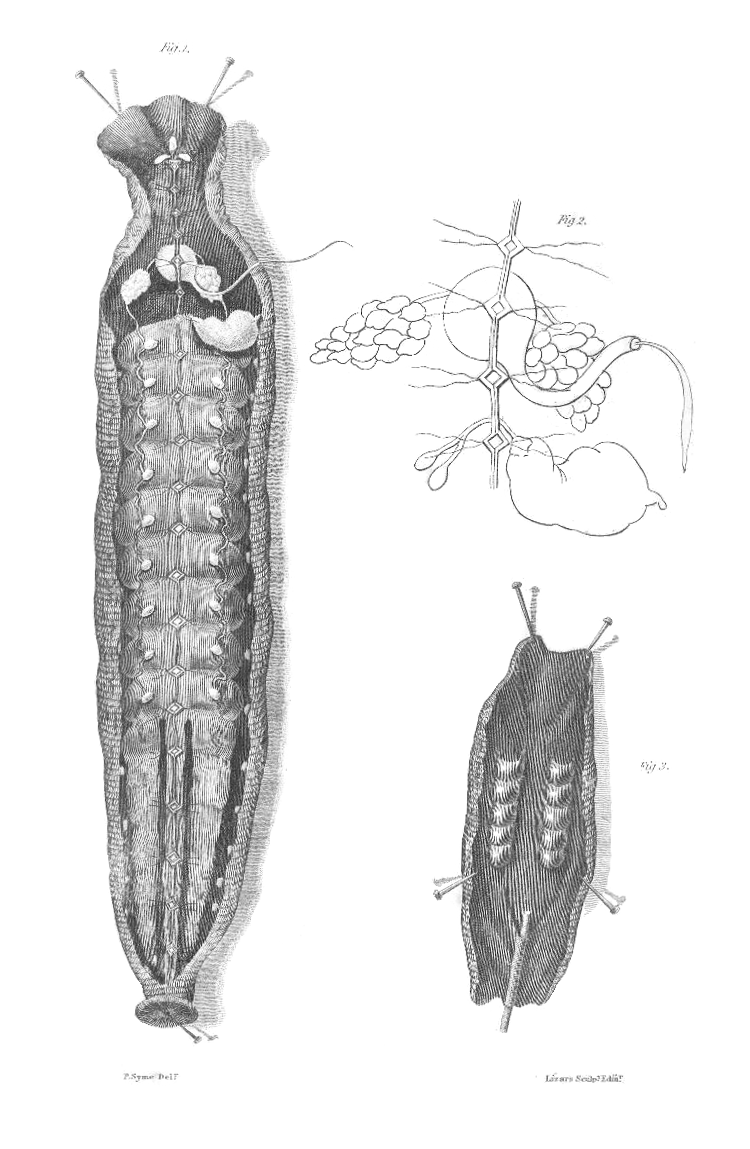
Схема внутреннего строения медицинской пиявки, Patrick Syme (1816). Слева: продольный разрез через всё тело. Вверху: половые органы. Внизу справа: высушенный препарат кишечника

Тело медицинской пиявки плотное, мускулистое, удлинённое и сплющенное в спинно-брюшном направлении, состоит из 33 сегментов. Пиявка имеет две присоски: переднюю и заднюю. Задняя присоска крупнее передней, служит для фиксации на субстрате, передняя меньше, в центре неё расположено ротовое отверстие.
Сегменты тела разделены на несколько колец (от 3 до 5), на среднем кольце каждого из сегментов имеются чувствительные сосочки (папиллы).
Длина тела взрослых особей в среднем составляет 5—8 см, масса голодной пиявки 1,5—2 грамма.
Окраска спинки и брюшка отличается. Спинка темнее, на ней имеются оранжево-коричневые полосы, характерные для каждой из трёх форм.
Снаружи тело покрыто кутикулой, периодически сбрасываемой в процессе роста. По интенсивности линьки можно судить о здоровье и уровне обменных процессов пиявки.
Мышечная система состоит из четырёх слоёв волокон: наружных циркулярных волокон, обеспечивающих заглатывание крови, средних (диагональных) и глубоких (продольных), обеспечивающих сокращение тела, и спинно-брюшных мышц, которые позволяют сплющивать тело в спинно-брюшном направлении. Соединительная ткань очень плотная, крепкая на разрыв, окружает мышечные волокна и органы.
Нервная система ганглионарная, представлена брюшной цепочкой сегментарных ганглиев и отходящих от них сегментарных нервов. На переднем и заднем концах тела ганглии сливаются, образуя два синганглия: глоточный и анальный.
Чувствительные рецепторы представлены термо-, баро- и хеморецепторами, расположенными в сосочках. Кроме того, пиявка имеет пять пар глаз на средних кольцах первых пяти сегментов тела. Глаза состоят из крупных зрительных пигментных клеток, погружённых в бокаловидные образования, и позволяют пиявке различать свет и тень. Рецепторный аппарат позволяет пиявке ориентироваться в пространстве и находить пищу.

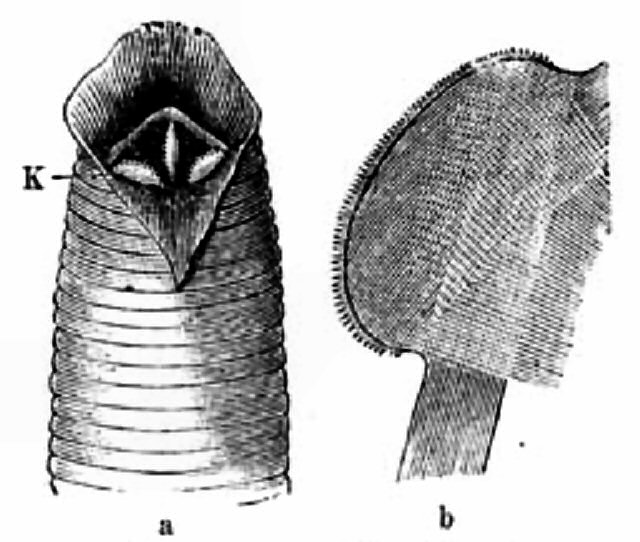
Схема строения головы: (а) Голова медицинской пиявки с открытой ротовой полостью, К — три челюсти, (b) челюсть с зубами

Пищеварительная система состоит из следующих частей:
- Ротовое отверстие — расположено в центре передней присоски, ограничено тремя губами.
- Челюсти — верхняя и две нижне-боковых, расположены под углом 120° друг к другу; на каждой имеется по 70—100 хитиновых зубчиков длиной 12—33 мкм. При присасывании пиявки челюсти пилящими движениями повреждают покровы жертвы, после чего остаётся характерная трёхлучевая ранка (наподобие фирменной эмблемы Mercedes). Между зубчиками открываются протоки слюнных желёз, выделяющие секрет, препятствующий свёртыванию крови во время сосания.
- Желудок представляет собой эластичную растяжимую трубку с 11 парными карманами. Высосанная кровь сохраняется в них в жидком состоянии в течение нескольких месяцев.
- Кишечник отделён от желудка мышечным сфинктером, в нём происходят переваривание и всасывание пищевых веществ. Каловые массы скапливаются в ампулообразной задней кишке и выводятся через анальное отверстие у основания задней присоски, хорошо растворимы в воде, окрашивают её в темный цвет.

Выделительная система нефридиального типа, представлена 17 парами нефридиев на брюшной стороне 6—22-го сегментов. Образующаяся моча накапливается в мочевых пузырьках и выводится через нефропоры.
Половая система гермафродитного типа. У одной особи имеются как мужские, так и женские половые органы, но, несмотря на это, к самооплодотворению пиявка не способна, и для спаривания требуется как минимум две особи. Мужская половая система состоит из 9—10 пар семенных мешков на брюшной стороне 12—20-го сегментов. Имеются семявыносящие протоки, семенные пузырьки, предстательная железа и совокупительный орган. Женская половая система состоит из двух яичников, расположенных внутри яйцевых мешков, двух коротких маток и влагалища, открывающегося наружу женским половым отверстием.

### Микрофлора кишечника

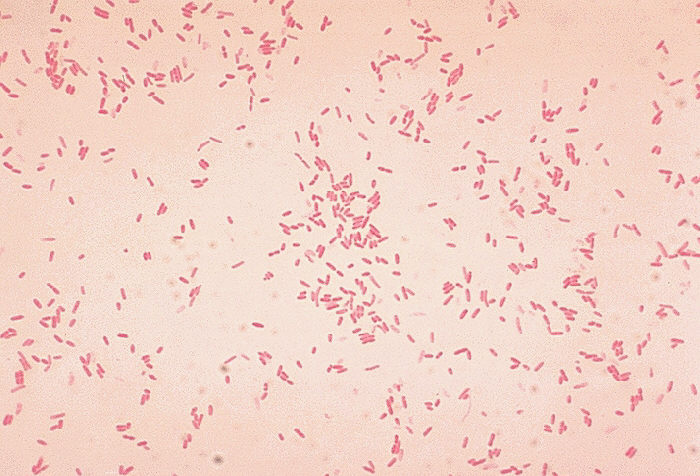
Aeromonas hydrophila, окраска по Граму

В пищеварительной системе пиявки постоянно присутствует бактерия-симбионт Aeromonas hydrophila. Она вызывает различные заболевания у животных, в основном амфибий, а у человека может вызывать гастроэнтерит и колит, а также инфекции мягких тканей и даже септицемию у людей с ослабленным иммунитетом. Однако практикующие гирудотерапевты считают необоснованными опасения заразиться этой инфекцией через укус пиявки, так как A. hydrophila не обнаружены в слюнных железах, а содержимое пищеварительного тракта пиявки в процессе сосания не может поступать в ранку.
A. hydrophila является единственным симбионтом медицинской пиявки, в то время как другие виды пиявок содержат в пищеварительной системе ассоциаты из многих видов микроорганизмов. На основании проведённых исследований был сделан вывод, что именно эта бактерия-симбионт позволяет пиявке поддерживать высосанную кровь в жидком состоянии, а также переваривать её.
Хуже выглядит ситуация с возможностью заражения диких пиявок другими, более опасными инфекциями при питании их на больных и заражённых животных. Обнаружено, что в пищеварительную систему пиявки могут поступать такие возбудители, как трипаносомы, риккетсии, церкарии, микрофилярии, Trombocytozoons, Lankesterella, Babesiasoma, а также эритроцитарный вирус лягушек. Однако бактерия-симбионт позволяет самой пиявке противостоять инфекции: при попадании микробов в кишечник концентрация A. hydrophila увеличивается в несколько раз, создавая неблагоприятную среду для их развития. В процессе длительного голодания чужеродные бактерии погибают, и титр Aeromonas снижается. Для того, чтобы пищеварительный тракт дикой пиявки очистился от чужеродных бактерий, должно пройти не менее 4-х месяцев. У пиявок же, выращенных на биофабриках, он свободен от чужеродных микроорганизмов и содержит только A. hydrophila в низких концентрациях.
В пищеварительном тракте пиявки имеются бактерии-симбионты — Bacillus hirudiensie (Pseudomonas hirudinis), они обладают бактерицидными и бактериостатическими свойствами.

## Поведение

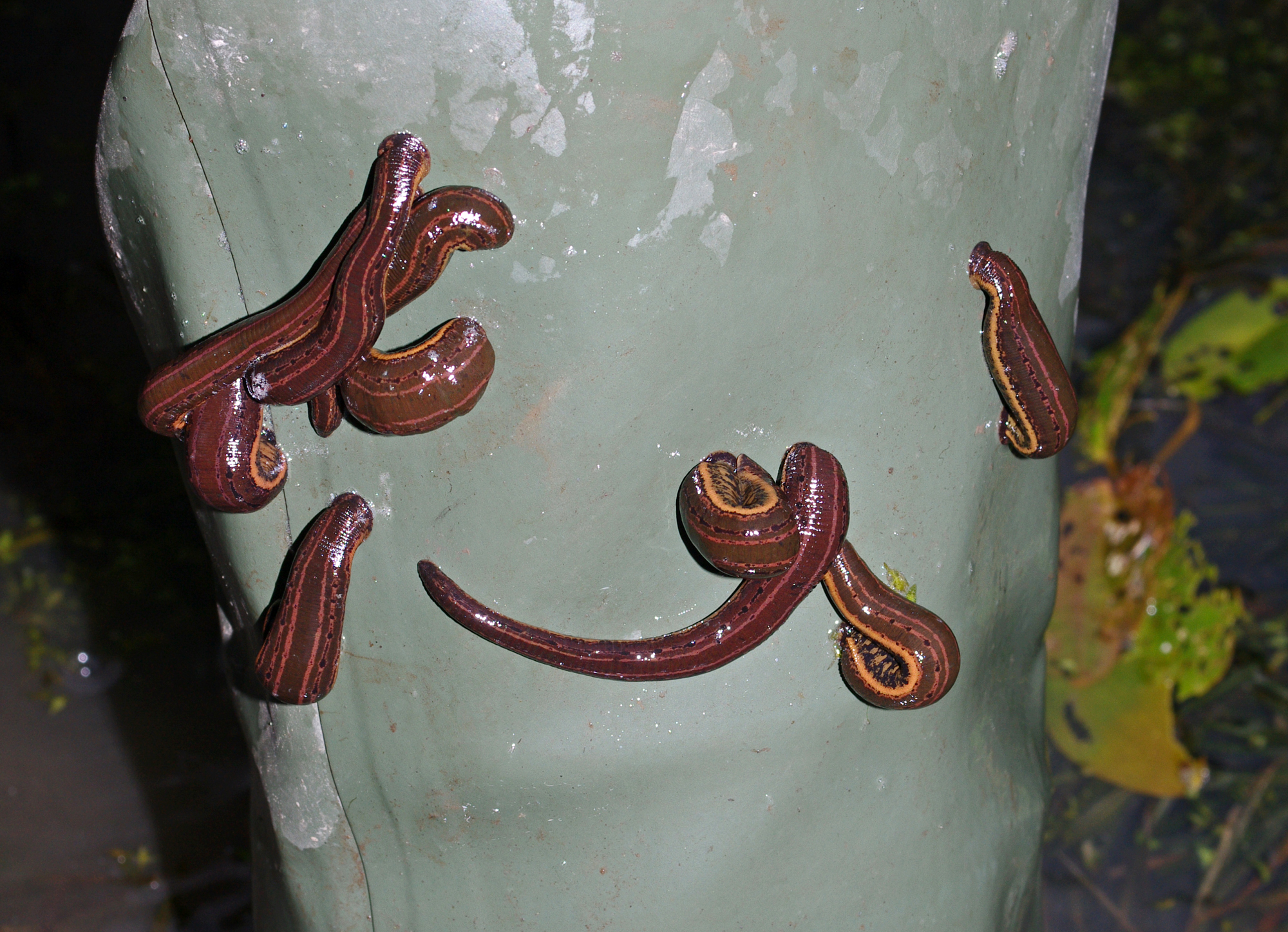
Атака голодных медицинских пиявок в озере

Медицинская пиявка может передвигаться как в воде, так и по суше, используя сокращение мышц тела. В воде она плавает, совершая волнообразные движения, на суше передвигается с помощью присосок и ползания, подобно остальным червям. Для передвижения по субстрату и прикрепления к нему использует обе присоски. За счёт сильного мускулистого тела активные пиявки могут, свободно удерживаясь задней присоской, приподнимать тело и совершать рыскающие поисковые движения передним концом тела. Во время отдыха предпочитает забираться под камни, коряги и лежать, частично высунувшись из воды.
Медицинская пиявка способна реагировать на свет, а также на температуру, влажность и колебания воды. У неё имеется рефлекторная реакция на тень, которая может означать приближение потенциальной пищи. Чувствительность пиявок резко снижается во время сосания и спаривания, вплоть до того, что при отрезании заднего конца тела пиявка не проявляет реакции и продолжает своё поведение.

### Питание

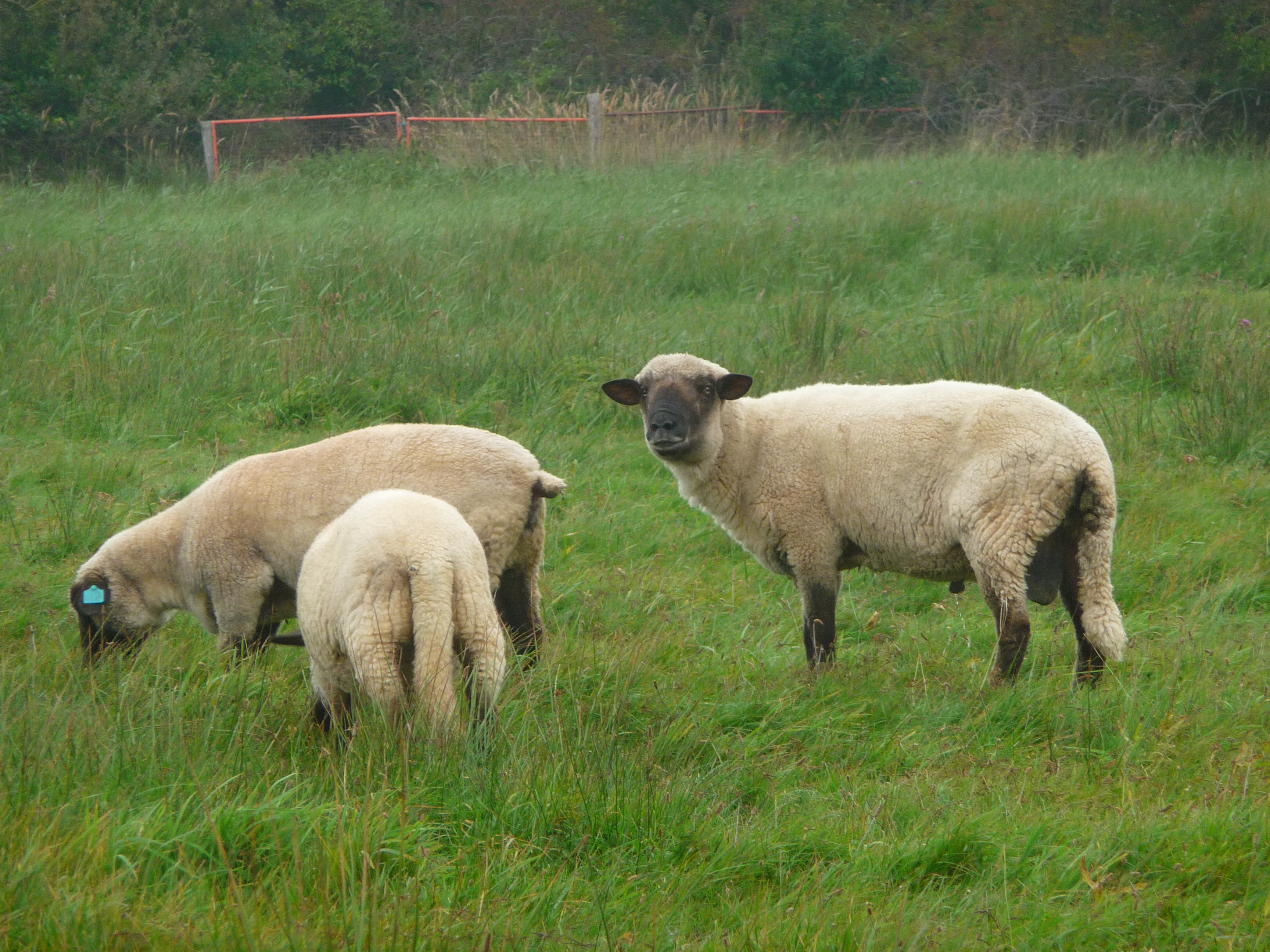
Домашний скот — основной источник питания взрослых особей

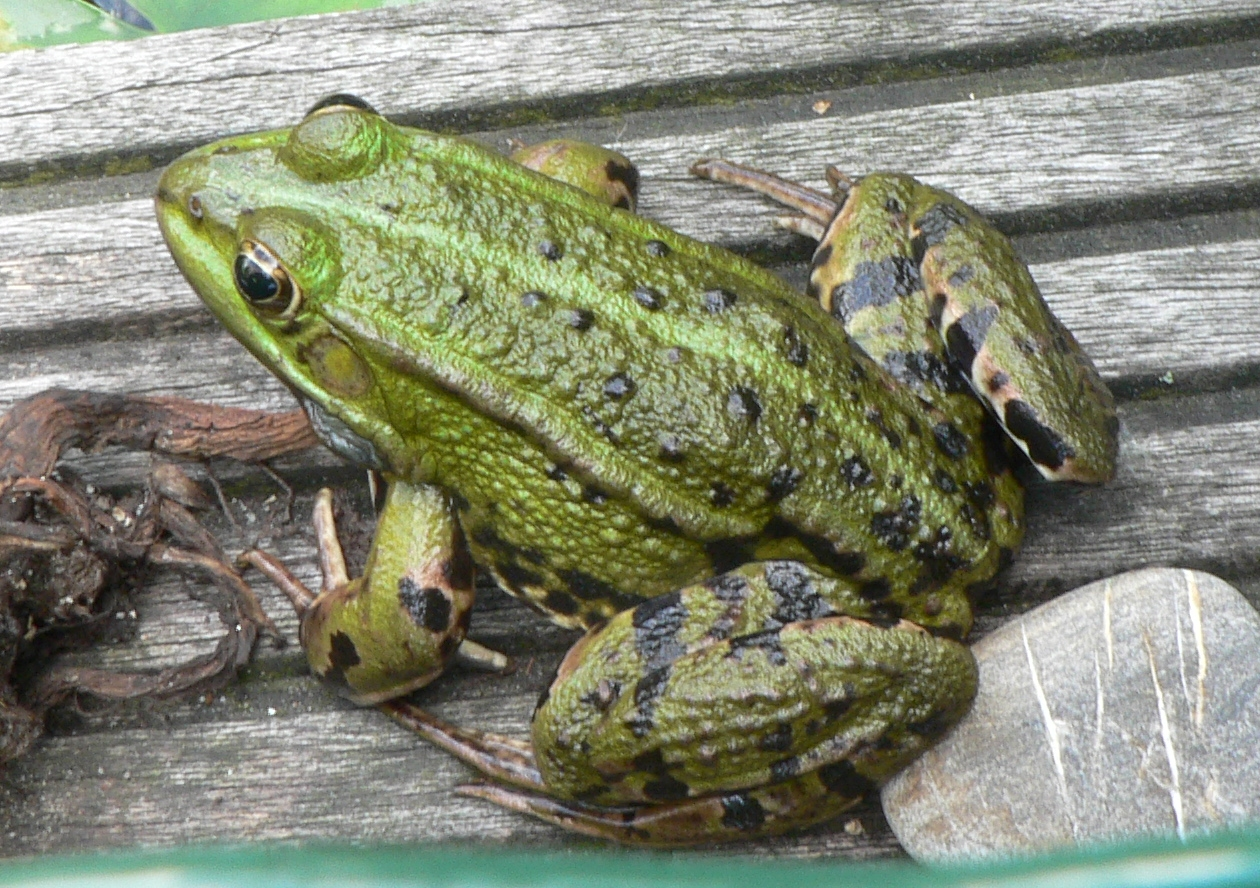
Прудовая лягушка — источник пищи для молодых пиявок

Медицинская пиявка является паразитом-гематофагом, она питается кровью преимущественно теплокровных животных, но может также нападать на рыб, лягушек, головастиков, птенцов водоплавающих птиц. Присосавшись, пиявки поглощают кровь до полного насыщения и только тогда отпускают жертву. Сытые пиявки стараются спрятаться в тёмном месте.
Характерными особенностями пищевого поведения являются очень редкое питание и вследствие этого поглощение большого количества крови за один раз. В среднем голодная пиявка массой 1,5—2 г способна высосать до 15 мл крови за один раз, увеличиваясь при этом в 7—9 раз по массе.
В природных условиях голодные пиявки ожидают свою жертву, прикрепившись к растениям или другому субстрату обеими присосками. При появлении признаков приближающейся жертвы (рябь, тень, колебания воды) они отцепляются и плывут по прямой в сторону источника колебаний. Найдя объект, пиявка фиксируется на нём задней присоской, передней делая в это время рыскающие движения в поисках подходящего места укуса. Обычно это место с наиболее тонкой кожей и поверхностно расположенными сосудами.
Длительность кровососания варьирует в зависимости от активности пиявки, свойств крови животного и других условий. В среднем голодавшая 6 месяцев пиявка насыщается за 40 мин — 1,5 часа.
Продолжительность жизни медицинской пиявки после однократного кормления в искусственных условиях может достигать 2—2,5 лет, однако вновь принимать пищу она способна уже менее чем через месяц. Через 4—5 месяцев пиявка достигает «терапевтической годности», то есть такой степени голода и активности, при которой она может использоваться с медицинскими целями. Однако в желудке её ещё содержатся остатки крови, которой она питалась в предыдущий раз.

### Размножение и развитие
Половой зрелости дикие пиявки достигают за 3—4 года, питаясь до этого возраста всего 5—6 раз. В неволе созревание происходит быстрее, за 1—2 года.
Размножение происходит один раз в год в летний период с июня по август. Копуляция происходит на суше, две пиявки обвивают друг друга и склеиваются. Несмотря на то, что пиявки гермафродиты, и возможно перекрёстное оплодотворение, каждая особь, как правило, выступает только в одном качестве.
Оплодотворение внутреннее, сразу после него пиявки отыскивают место на берегу вблизи береговой линии для откладки кокона. Одна пиявка может отложить до 4—5 коконов, они имеют овальную форму и покрыты снаружи губчатой оболочкой. Внутри кокона имеется белковая масса для питания эмбрионов, количество которых может быть до 20—30, их развитие до вылупления занимает 2—4 недели. Вылупившиеся маленькие пиявки представляют собой миниатюрные копии взрослых особей и уже готовы питаться кровью. Кормятся они в основном на лягушках, так как ещё не могут прокусить кожу млекопитающих.

## Применение в медицине
Вопросами применения живой медицинской пиявки, изучением биологически активных веществ, выделенных из неё, занимается гирудология, практическое приложение гирудологии — гирудотерапия.

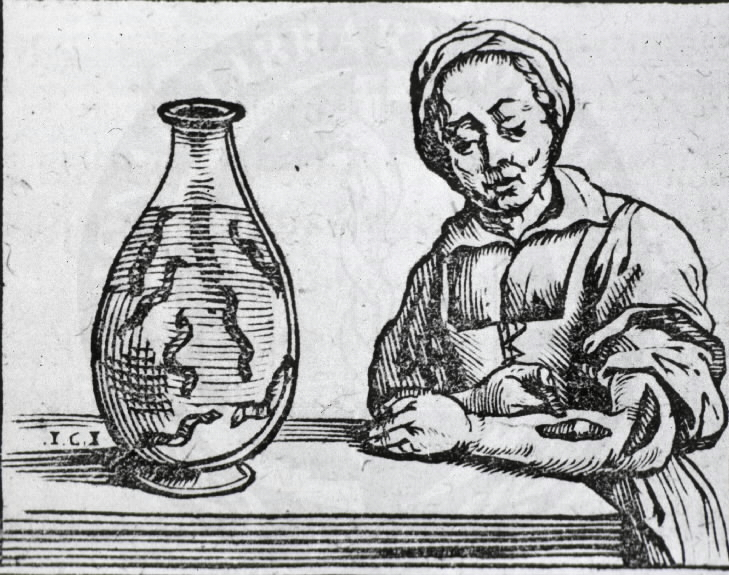
Гравюра из книги Боша Ван ден Гийома 1639 года, иллюстрирующая применение медицинских пиявок

Описание методов лечения болезней с помощью пиявки были описаны в медицинских сборниках цивилизаций Древнего Египта, Древней  Индии, Древней Греции. Применение пиявок было описано Гиппократом (IV—V века до н. э.) и Авиценной (Ибн Сина, 980—1037 гг.).
Наиболее широкое применение медицинские пиявки получили в XVII—XVIII веках в Европе для кровопусканий в связи с концепцией «дурной крови», господствовавшей тогда в медицине. С целью выпустить дурную кровь врачи иногда приставляли одновременно до 40 пиявок одному больному. Предпочтение перед жильным кровопусканием отдавалось им в случае необходимости кровопусканий из труднодоступных или нежных мест (например, дёсен).
В период с 1829 по 1836 годы во Франции употреблялось для лечения 33 млн пиявок в год, в Лондоне — до 7 млн при населении 2,3 млн жителей.
Научные исследования механизмов действия пиявки на человека начались в конце XIX — начале XX века с работ Джона Хейкрафта, предположившего антикоагулянтное действие пиявочного экстракта. Вскоре был открыт фермент из слюны пиявки — гирудин.
После установления факта вредного влияния кровопотери на организм в середине XIX века от кровопусканий отказались, и применение пиявок в Европе практически прекратилось.

### Применение живых пиявок
Живые пиявки приставляются непосредственно к телу человека по специально разработанным схемам. Выбор места приставки определяется многими факторами: заболеванием, остротой процесса, состоянием больного. Процесс сосания длится от 10—15 минут до часа, после чего пиявки снимаются с помощью спирта, йода или, в случае кормления досыта, отпускают сами. Сытые пиявки подлежат уничтожению помещением в раствор хлорамина, повторное применение их не допускается. Лечебный эффект от воздействия живых пиявок обусловлен несколькими факторами:
- дозированным кровоизвлечением (от 5 до 15 мл крови на каждую пиявку в зависимости от массы пиявки и длительности приставки);
- действием биологически активных веществ слюны пиявки;
- комплексом ответных реакций организма на укус, биологически активные вещества слюны пиявки и последующую кровопотерю.

Возможность передачи инфекции через пиявку практически исключена, если с момента последнего кормления прошло более 4 месяцев. К этому времени в желудке пиявки остаётся незначительное количество крови, а возможный рост патогенных бактерий успевает подавиться бактерией-симбионтом A. hydrophila. Титр её самой падает, и при сосании она не попадает в ранку.
Однако у ослабленных больных со сниженным иммунитетом или на лоскутах пересаженной ткани (из-за снижения местных защитных механизмов) всё-таки может происходить инфицирование A. hydrophila. Для профилактики развития этой инфекции после пластических операций в США рекомендовано проводить курсы антибиотикотерапии препаратами фторхинолонового ряда (ципрофлоксацин).
Надёжной гарантией защиты от переноса пиявкой инфекционных агентов считается использование выращенных в искусственных условиях и голодавших достаточное время животных, в кишечнике которых нет патогенной флоры.

### Биологически активные вещества
Действие секрета слюнных желёз пиявки обусловлено комплексом биологически активных веществ (ферментов), оказывающих местное и резорбтивное действия.
Первое из таких веществ было получено в 1884 году Д. Б. Хайкрафтом (J. B. Haycraft). Оно снижало свёртываемость крови и было названо гирудином. Впервые гирудин был применён парентерально в 1909 году, но не нашёл распространения из-за многочисленных побочных эффектов и трудностей в получении.
На сегодняшний день методом 2D-электрофореза в слюне медицинской пиявки обнаружено около 100 белков и пептидов более 500 Да. Основные из них:
- гирудин — высокоспецифичный ингибитор тромбина, блокирующий все реакции с его участием[27][28];
- калин — ингибитор адгезии и агрегации тромбоцитов[29][30];
- бделлины — полипептиды с небольшой молекулярной массой, угнетают ферменты тканевого ответа хозяина: трипсин, плазмин, акрозин, обладают противовоспалительным действием[31];
- эглины — также противовоспалительные полипептиды, ингибируют активность α-химотрипсина, химазы тучных клеток, субтилизина и протеина нейтрофилов, эластазы и катепсина G[31];
- гиалуронидаза — один из факторов проникновения, расщепляет гиалуроновую кислоту и кислые мукополисахариды[32];
- коллагеназа — вызывает гидролиз волокон коллагена I типа[33];
- дестабилаза — гидролизует изопептидные связи в стабилизированном фибрине[34].

Многие из этих белков на сегодняшний день удаётся получить с помощью генной инженерии (рекомбинантные гирудин, бделлостазин и др.).

## Содержание и разведение

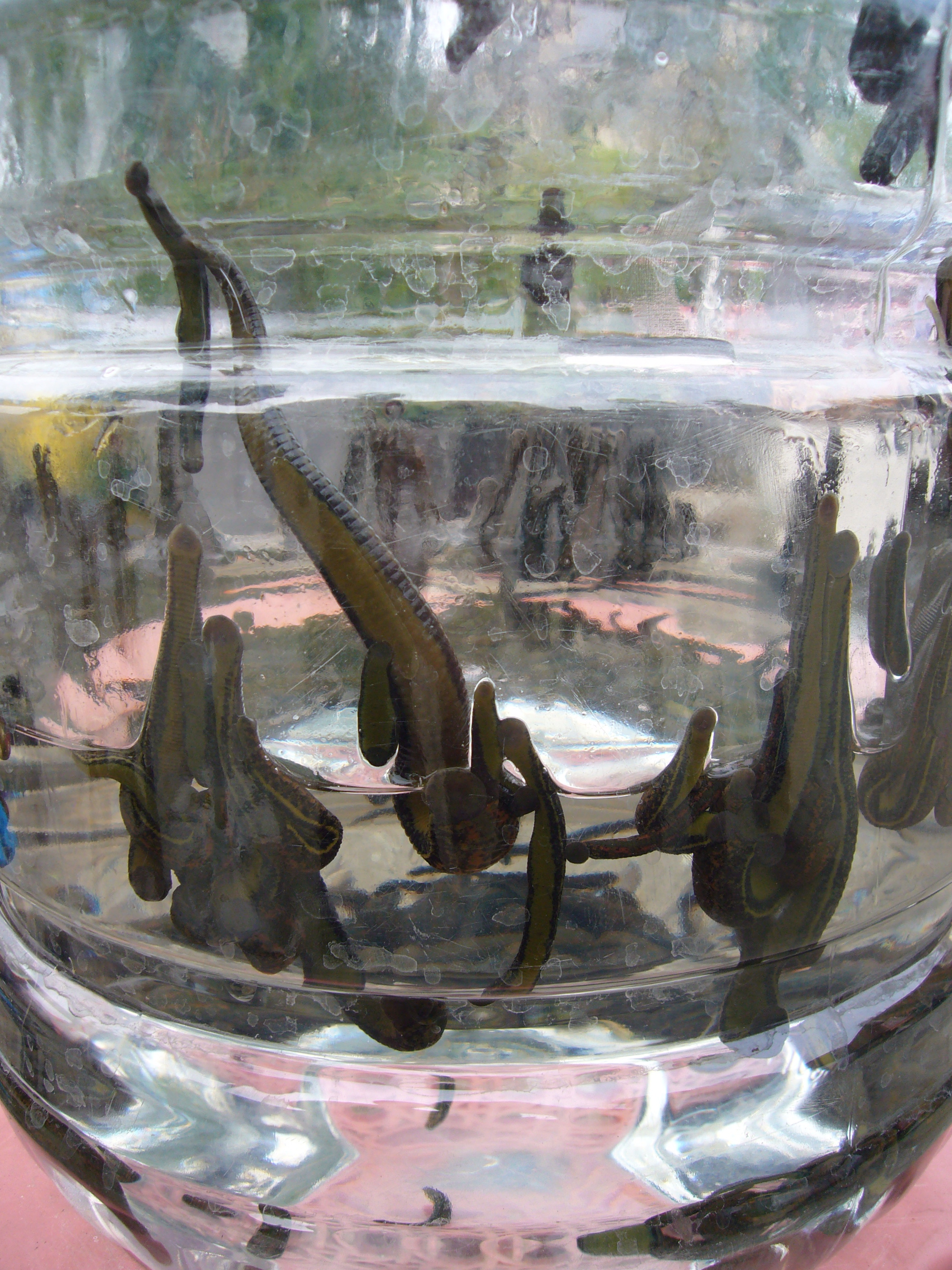
Банка с медицинскими пиявками

Разведением пиявок в промышленных масштабах занимаются специальные биофабрики. В настоящее время в России таких фабрик всего четыре: две в Московской области, одна в Санкт-Петербурге и одна в г. Балаково Саратовской области.
В сумме на них выращивается 5—5,5 млн пиявок в год, что делает Россию лидером по производству пиявок в мире: во Франции и США выращивается всего по 0,5 млн в год.